# Nettenchelys gephyra
Nettenchelys gephyra is een straalvinnige vissensoort uit de familie van toveralen (Nettastomatidae). De wetenschappelijke naam van de soort is voor het eerst geldig gepubliceerd in 1981 door Castle & Smith.